# 6月15日
6月15日（ろくがつじゅうごにち）は、グレゴリオ暦で年始から166日目（閏年では167日目）にあたり、年末まであと199日ある。

## できごと
- 745年（天平17年5月11日） - 彷徨五年: 聖武天皇が都を平城京に戻す[1]。
- 1189年（文治5年閏4月30日） - 衣川の戦い: 源義経追捕の宣旨により藤原泰衡が衣川館を襲う。源義経は自害。
- 1215年 - イングランド王ジョンが、自身の権限を限定するマグナ・カルタを認める。
- 1389年 - コソボの戦い。セルビア・ボスニアなどバルカン半島の諸侯軍がオスマン帝国に敗北。
- 1520年 - ローマ教皇レオ10世が大勅書『エクスルゲ・ドミネ（英語版）』を発布し、マルティン・ルターに対し自説を撤回しなければ破門すると警告[2]。
- 1586年（天正14年4月28日） - 豊臣秀吉の妹・朝日姫が徳川家康に嫁ぐ。
- 1667年 - フランスの医師ジャン＝バティスト・ドニー（英語版）が、世界初の人間の間での輸血を行う。
- 1752年 - ベンジャミン・フランクリンが、凧を用いた実験で雷が電気であることを証明する（凧の実験）[3]。
- 1775年 - アメリカ独立戦争: ジョージ・ワシントンが大陸軍の総司令官に任命される。7月3日に就任。
- 1776年 - デラウェア植民地がイギリスとペンシルベニア植民地の支配からの離別を宣言[4]。
- 1804年 - ニューハンプシャー州がアメリカ合衆国憲法修正第12条に批准し、承認に必要な13州の批准が集まる。
- 1827年（文政10年5月21日） - 頼山陽が元老中・松平定信に『日本外史』22巻を献呈。
- 1836年 - アーカンソー準州が州に昇格して、アメリカ合衆国26番目の州・アーカンソー州となる。
- 1844年 - チャールズ・グッドイヤーがゴムの強化のための加硫についての特許を取得。
- 1846年 - オレゴン条約が締結され、オレゴン国境紛争が終結する。
- 1859年 - サンフアン諸島国境紛争: オレゴン条約のあいまいさに起因する、ブタ戦争のきっかけとなるブタの射殺事件が起こる。
- 1862年（文久2年5月18日） - 蕃書調所を一橋門外に移し洋書調所と改称。
- 1864年 - 南北戦争: リッチモンド・ピータースバーグ方面作戦が始まる。
- 1864年 - アーリントン国立墓地が開園する。
- 1888年 - ドイツ皇帝・プロイセン王フリードリヒ3世が死去し、長男のヴィルヘルム2世がドイツ皇帝・プロイセン王に即位。
- 1896年 - 明治三陸地震（M8）が発生。大津波により甚大な被害。死者22,000 - 27,000人。日本最大の津波被害。
- 1899年 - 福岡県の豊国炭鉱でガス爆発事故が発生。死者210名。
- 1904年 - 日露戦争: 常陸丸事件が起こる。
- 1904年 - ニューヨークの遊覧船ジェネラル・スローカムがイースト川で火災。1,031人が死亡。
- 1907年 - 第2回万国平和会議が開催される。韓国がハーグに密使を送る。（ハーグ密使事件）
- 1909年 - イングランド・オーストラリア・南アフリカの代表がローズ・クリケット・グラウンドで会談し、国際クリケット評議会を設立。
- 1911年 - ニューヨーク州でザ・コンピューター・タビュレーティング・レコーディング・カンパニー（C-T-R、後のIBM）が設立。
- 1911年 - 喜界島地震発生、12名が犠牲となる。
- 1912年 - 新橋 - 下関間に日本初の特別急行列車の運転が開始[5]。
- 1919年 - ジョン・オールコックとアーサー・ブラウンが初の大西洋横断飛行に成功。
- 1934年 - グレート・スモーキー山脈国立公園が発足する[6]。
- 1944年 - 第二次世界大戦: アメリカ合衆国軍がサイパン島への上陸を開始し、サイパンの戦いが始まる。
- 1948年 - 中国湖北省で『人民日報』創刊。
- 1950年 - 郵政省が初めて暑中見舞用郵便葉書を発売。
- 1951年 - 信用金庫法公布・施行。
- 1952年 - メキシコの考古学者アルベルト・ルスがユカタン半島・パレンケの「碑文の神殿」で石室墳墓を発見。
- 1954年 - 欧州サッカー連盟 (UEFA) がスイス・バーゼルで発足。
- 1956年 - 棟方志功がヴェネツィア・ビエンナーレ版画部門でグランプリを受賞[7]。
- 1958年 - 16歳と13歳の姉妹が酒乱の父親を殺害する事件が発生、1961年に酒に酔つて公衆に迷惑をかける行為の防止等に関する法律が制定されるきっかけとなる。
- 1960年 - 安保闘争: 新安保条約批准阻止の第2次実力行使で全学連7,000人が国会議事堂に突入を図り警官隊と衝突。東大生樺美智子が死亡。
- 1963年 - 坂本九の「上を向いて歩こう (SUKIYAKI)」がアメリカのヒットチャートビルボードの週間ランキングで1位を獲得。
- 1968年 - 東大紛争・東大安田講堂事件: 東京大学医学部学生自治会が登録医制度に反対して安田講堂を占拠しストに突入。翌年1月に解除。
- 1968年 - 文化庁が発足。
- 1978年 - ヨルダン国王フセイン1世がアメリカ人のリサ・ナジーブ・ハラビーと結婚。4人目の妃となる。
- 1983年 - 名人戦で谷川浩司が加藤一二三に勝利し、史上最年少名人が誕生。
- 1984年 - CMに登場して日本で大人気となっていたエリマキトカゲが初来日。
- 1985年 - スタジオジブリ設立。
- 1985年 - 国際青年年記念 ALL TOGETHER NOW開催。
- 1986年 - 国際貿易港千葉港のシンボルとして、千葉県民500万人突破を記念し、千葉ポートタワーが開業[8]。
- 1991年 - イギリス・バーミンガムで開催された第97回IOC総会で、1998年の冬季オリンピック開催地が長野に決定。
- 1992年 - PKO国会: PKO協力法が成立。
- 1994年 - 西日本旅客鉄道関西空港線・南海電気鉄道空港線が関西国際空港の従業員輸送のため先行開業。
- 1994年 - イスラエルとバチカン市国が国交を樹立。
- 1996年 - IRA暫定派がイギリス・マンチェスターで車爆弾を爆破。212人が負傷。 (en:1996 Manchester bombing)
- 1999年 - 第1延坪海戦。黄海の北方限界線に侵犯した北朝鮮艦艇と韓国艦艇とが銃撃戦。
- 2001年 - 中華人民共和国・ロシア・カザフスタン・キルギス・タジキスタン・ウズベキスタンの6か国により上海協力機構 (SCO) が発足。
- 2005年 - 野茂英雄が日米通算200勝を達成。
- 2007年 - ひまわり5号による観測が困難になった2003年から2005年まで代わりに観測を行ったアメリカの気象衛星GOES9号が運用終了[9]。
- 2012年 - オウム真理教事件: 高橋克也が東京都大田区西蒲田の漫画喫茶で身柄を確保され、逮捕。オウム真理教事件における指名手配被疑者の全員が検挙される[10]。
- 2012年 - 改正臓器移植法施行後初めて6歳未満の男児が脳死と判定され、臓器移植手術が行われる[11]。
- 2016年 - マイアミ・マーリンズ外野手のイチローが、日米通算安打数4257安打とし、生涯職業野球一軍安打数新記録を達成[12]。

## 誕生日

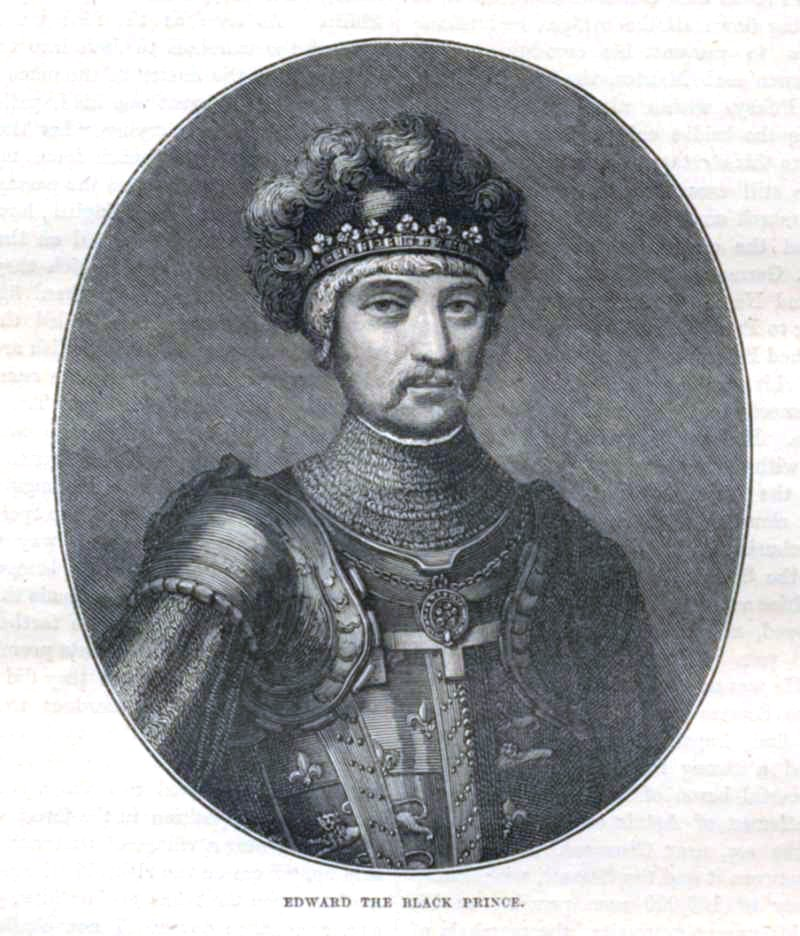
エドワード黒太子(1330-1376)誕生。百年戦争前期の優秀な軍人であった

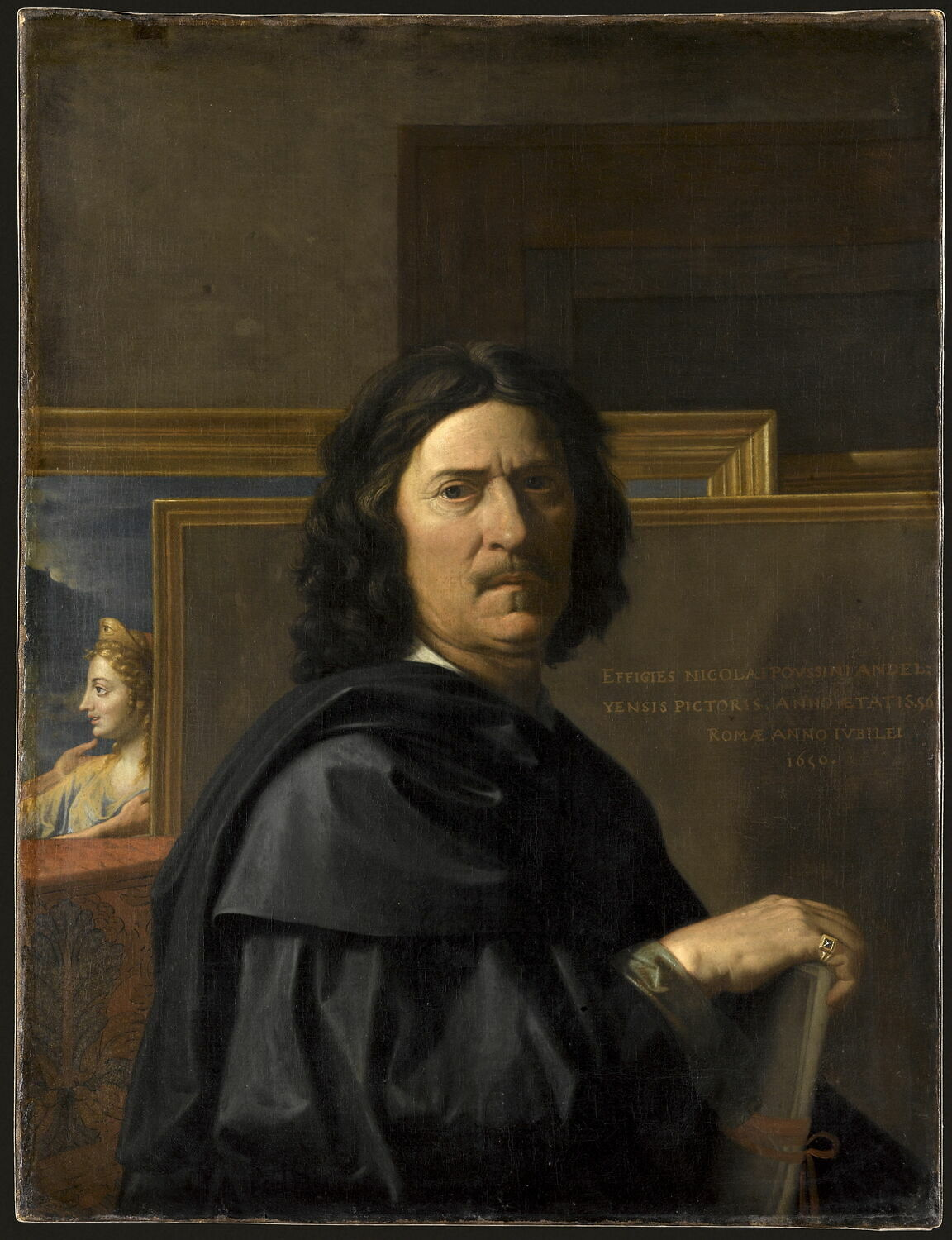
画家ニコラ・プッサン(1594-1665)誕生。画像は自画像(1650)

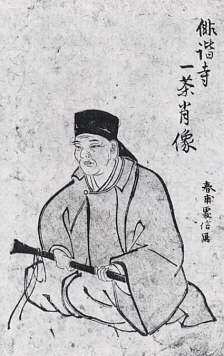
俳諧師、小林一茶(1763-1828)。

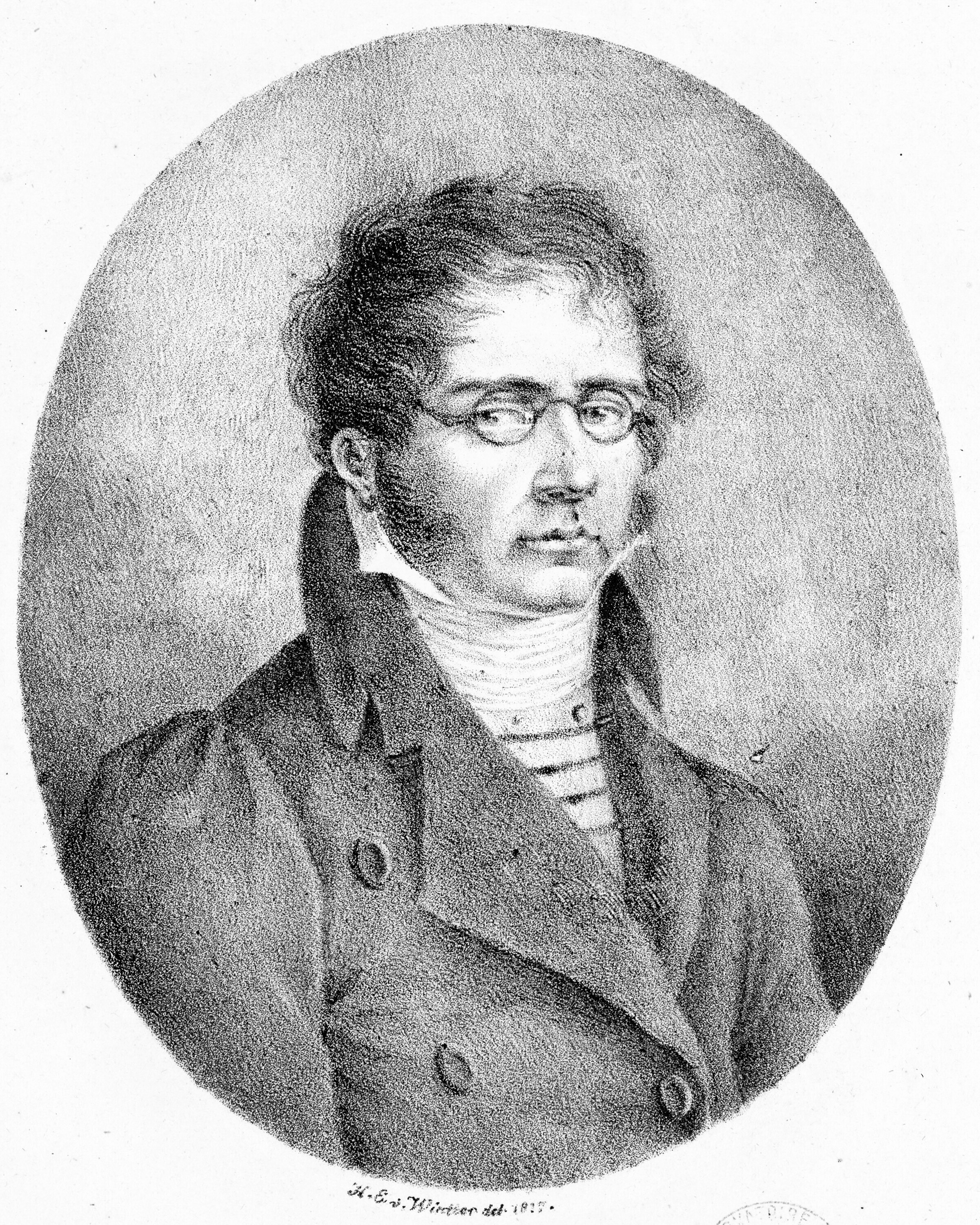
作曲家フランツ・ダンツィ(1763-1826)

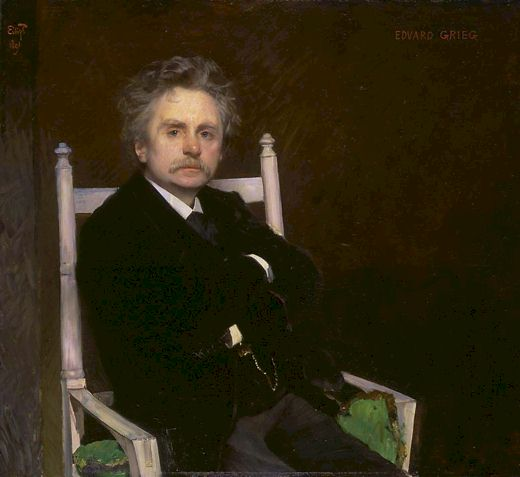
作曲家エドヴァルド・グリーグ(1843-1907)

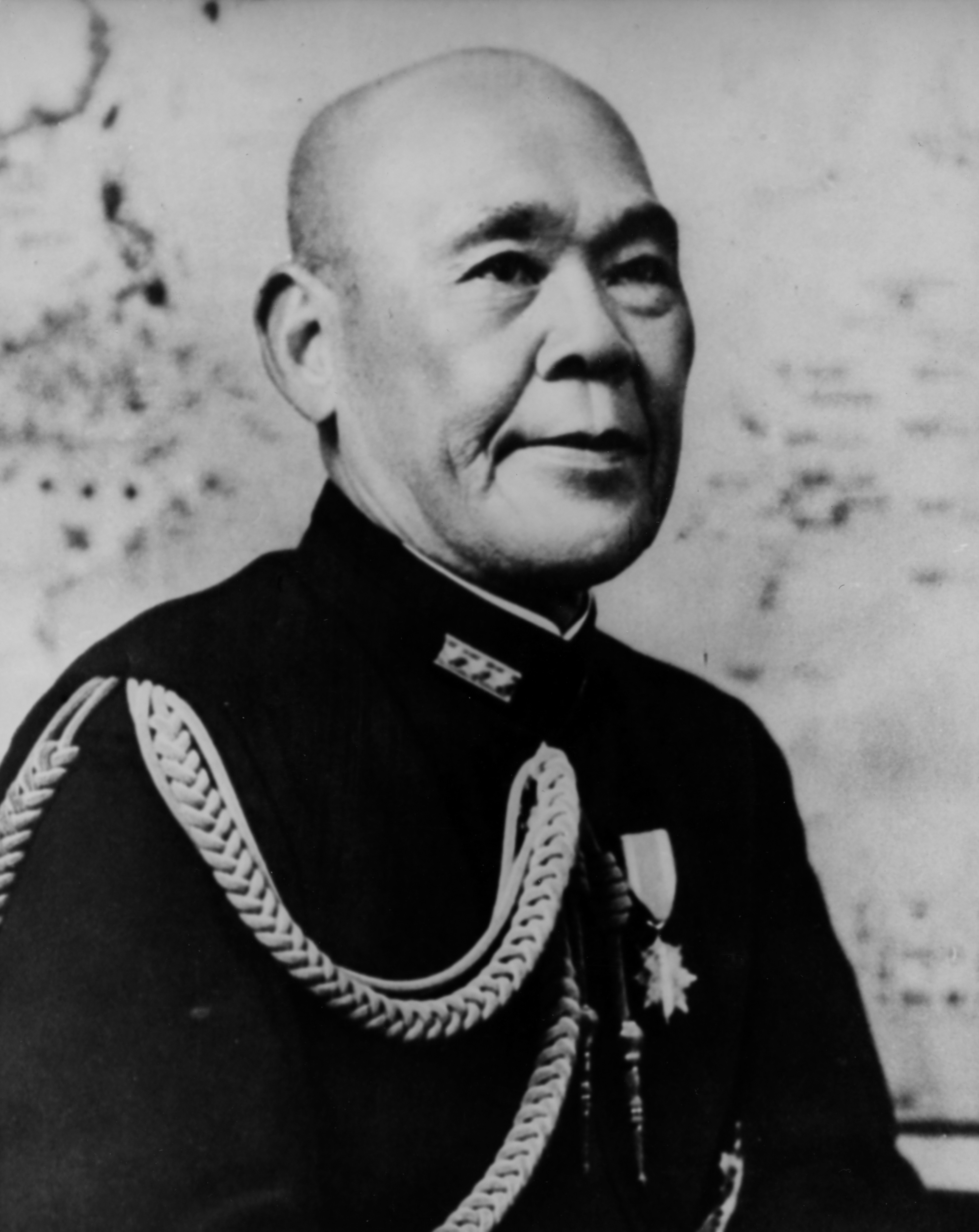
大日本帝国海軍の軍人、永野修身(1880-1947)

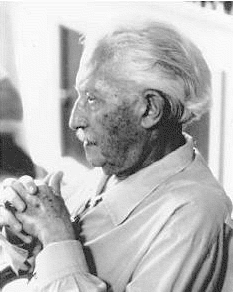
アイデンティティの概念を確立した発達心理学者、エリク・H・エリクソン(1902-1994)

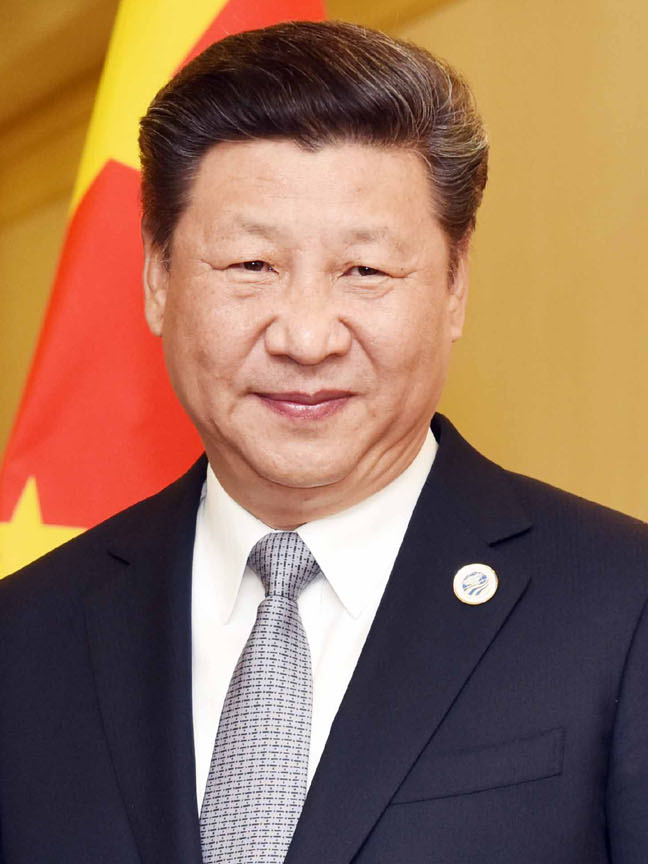
中国共産党中央委員会総書記、習近平(1953-)

- 1330年 - エドワード黒太子、イングランド王エドワード3世の世子（+ 1376年）
- 1594年 - ニコラ・プッサン、画家（+ 1665年）
- 1623年 - コルネリス・デ・ウィット、政治家（+ 1672年）
- 1658年（明暦4年5月15日） - 秋月種政、高鍋藩主（+ 1716年）
- 1664年（寛文4年5月21日） - 土井利意、西尾藩主（+ 1724年）
- 1670年（寛文10年4月28日） - 伊藤東涯、儒学者（+ 1736年）
- 1747年（延享4年5月8日） - 高山彦九郎、尊皇思想家（+ 1793年）
- 1754年 - ファン・ホセ・デ・エルヤル、化学者、鉱物学者（+ 1796年）
- 1756年 (宝暦6年5月18日) - 丹羽長貴、第10代二本松藩主 (+ 1796年)
- 1763年（宝暦13年5月5日） - 小林一茶、俳人（+ 1828年）
- 1763年 - フランツ・ダンツィ、チェロ奏者、指揮者、作曲家（+ 1826年）
- 1767年 - レイチェル・ジャクソン、アンドリュー・ジャクソン夫人（+ 1828年）
- 1789年（寛政元年5月22日） - 土井利位、古河藩主（+ 1848年）
- 1833年（天保4年4月28日） - 岸田吟香、ジャーナリスト、実業家（+ 1905年）
- 1839年（天保10年5月5日） - 初代稀音家浄観、三味線奏者（+ 1917年）
- 1843年 - エドヴァルド・グリーグ、作曲家（+ 1907年）
- 1850年（嘉永3年5月6日） - 大浦兼武、政治家（+ 1918年）
- 1859年（安政6年5月15日） - 青山胤通、医学者（+ 1917年）
- 1861年 - エルネスティーネ・シューマン＝ハインク、アルト歌手（+ 1936年）
- 1864年 - ギィ・ロパルツ、作曲家（+ 1955年）
- 1867年 - コンスタンチン・バリモント、詩人、翻訳家（+ 1942年）
- 1871年（明治4年4月28日） - 河井荃廬、篆刻家（+ 1945年）
- 1878年 - 嵐珏松郎、俳優、歌舞伎役者（+ 没年不詳）
- 1879年 - 小野葉桜、歌人（+ 1942年）
- 1879年 - アンリ・ワロン、心理学者（+ 1962年）
- 1880年 - 永野修身、海軍大臣、連合艦隊司令長官、軍令部総長（+ 1947年）
- 1881年 - 石倉小三郎、音楽家、ドイツ文学者（+ 1965年）
- 1881年 - 井上正夫、俳優（+ 1950年）
- 1886年 - 山崎猛、政治家（+ 1957年）
- 1888年 - ポール・ヴィノグラドフ、ピアニスト、作曲家、音楽教師（+ 1974年）
- 1890年 - 宇都宮新八郎、大相撲力士（+ 1952年）
- 1891年 - 古畑種基、法医学者、東京大学名誉教授、元科学警察研究所所長（+ 1975年）
- 1891年 - 山本卯太郎、橋梁技術者（+ 1934年）
- 1892年 - 高山義三、弁護士、政治家、第19代京都市長、初代国立京都国際会館館長（+ 1974年）
- 1894年 - 初代米川文子、三味線奏者、筝曲家（+ 1995年）
- 1902年 - エリク・H・エリクソン、心理学者（+ 1994年）
- 1903年 - 岡田桑三（山内光）、俳優、映画プロデューサー（+ 1983年）
- 1908年 - サム・ジアンカーナ、マフィア（+ 1975年）
- 1910年 - 紅千鶴、女優、元宝塚少女歌劇団雪組（+ 1973年）
- 1911年 - ウィルバート・オードリー、『汽車のえほん』作者（+ 1997年）
- 1913年 - 小篠綾子、ファッションデザイナー（+ 2006年）
- 1914年 - ユーリ・アンドロポフ、ソビエト連邦の指導者（+ 1984年）
- 1914年 - ソール・スタインバーグ、漫画家、イラストレーター（+ 1999年）
- 1915年 - 山本夏彦、随筆家（+ 2002年）
- 1915年 - トーマス・ハックル・ウェーラー、ウイルス学者（+ 2008年）
- 1916年 - ハーバート・サイモン、経済学者（+ 2001年）
- 1916年 - オラシオ・サルガン、タンゴ音楽家（+ 2016年）
- 1917年 - ジョン・フェン、化学者（+ 2010年）
- 1918年 - フランソワ・トンバルバイ、政治家、初代チャド大統領（+ 1975年）
- 1919年 - 川口敬次郎、元プロ野球選手（+ 1991年）
- 1920年 - ジミー・ツトム・ミリキタニ、画家（+ 2012年）
- 1920年 - アルベルト・ソルディ、俳優、映画監督（+ 2003年）
- 1921年 - エロル・ガーナー、ジャズピアニスト（+ 1977年）
- 1922年 - ジャッキー・バイアード、ジャズピアニスト（+ 1999年）
- 1924年 - エゼル・ヴァイツマン、軍人、政治家（+ 2005年）
- 1926年 - 萱野茂、アイヌ文化研究者、政治家（+ 2006年）
- 1927年 - ジョージ川口、ドラム奏者（+ 2003年）
- 1928年 - 金田龍之介、俳優（+ 2009年）
- 1928年 - 原田孝一、元プロ野球選手（+ 2019年）
- 1928年 - イレネウス・アイブル＝アイベスフェルト、動物行動学者 （+ 2018年）
- 1929年 - 藤山寛美、喜劇俳優（+ 1990年）
- 1930年 - 平山郁夫、日本画家（+ 2009年）
- 1930年 - マゴメダリ・マゴメードフ、政治家（+ 2022年）
- 1932年 - 中江陽三、アナウンサー
- 1932年 - マリオ・クオモ、政治家、第56代ニューヨーク州知事（+ 2015年）
- 1932年 - 稲垣人司、高校野球指導者（+ 2000年）
- 1935年 - 加地健太郎、俳優
- 1935年 - 横手文雄、政治家（+ 2021年）
- 1936年 - 片岡宏雄、元プロ野球選手（+ 2021年）
- 1936年 - クロード・ブラッスール、俳優（+ 2020年）
- 1936年 - 田代岩弘道、漫画家、元大相撲力士
- （+ 没年不詳）
- 1937年 - 伊東四朗、コメディアン、俳優、タレント、司会者
- 1937年 - カール・ライスター、クラリネット奏者
- 1940年 - 羽根章悦、アニメーター
- 1940年 - 黒田能弘、元プロ野球選手
- 1940年 - シルヴァーナ・ガンドルフィ、児童文学作家
- 1940年 - 野田暉行、作曲家、東京藝術大学名誉教授（+ 2022年）
- 1941年 - 種市一正、政治家、元青森県三沢市長
- 1941年 - ハリー・ニルソン、ソングライター、歌手（+ 1994年）
- 1942年 - 舞原俊憲、天文学者
- 1942年 - ピーター・ノーマン、陸上競技選手（+ 2006年）
- 1943年 - ジョニー・アリディ、歌手、俳優（+ 2017年）
- 1944年 - 三田村周三、俳優
- 1945年 - 寺本勇、元プロ野球選手（+ 1980年）
- 1946年 - ブリジット・フォッセー、女優
- 1948年 - 大倉正丈、元アニメソング歌手（元こおろぎ'73）
- 1948年 - 斉藤清六、タレント
- 1949年 - ダスティ・ベイカー、元プロ野球選手、監督
- 1949年 - サイモン・キャロウ、俳優
- 1950年 - 細川たかし、歌手
- 1950年 - 早苗ネネ、歌手、政治家
- 1950年 - 村上義則、元プロ野球選手
- 1950年 - ラクシュミー・ミッタル、実業家
- 1951年 - 八重樫幸雄、元プロ野球選手
- 1951年 - 垣野多鶴、元野球選手（+ 2021年）
- 1951年 - 岩崎清隆、元プロ野球選手
- 1952年 - 柏原純一、元プロ野球選手
- 1952年 - 高木孝治、元プロ野球選手
- 1953年 - 習近平、中国共産党中央委員会総書記
- 1954年 - ジェームズ・ベルーシ、俳優
- 1955年 - 大島保彦、翻訳家、哲学者、予備校講師
- 1956年 - 亀山千広、実業家、株式会社BSフジ代表取締役社長、元フジテレビジョン代表取締役社長
- 1956年 - 横山宏、イラストレーター
- 1956年 - 平野公三、政治家、岩手県上閉伊郡大槌町長
- 1956年 - ランス・パリッシュ、元プロ野球選手
- 1957年 - めるへんめーかー、漫画家、イラストレーター
- 1957年 - 俵英三、フラメンコギタリスト
- 1957年 - 大野治夫、気象予報士
- 1958年 - ウェイド・ボッグス、元プロ野球選手
- 1959年 - 遊人、漫画家
- 1960年 - 永江孝子、政治家
- 1960年 - 金田進、元プロ野球選手
- 1961年 - 岩崎良美、歌手、女優
- 1961年 - 春やすこ、漫才師、女優
- 1961年 - 江川ほーじん、ミュージシャン（元爆風スランプ）
- 1961年 - 高橋繁浩、元五輪競泳選手
- 1961年 - 田鎖博美、元プロ野球選手
- 1961年 - スコット・ノートン、プロレスラー
- 1962年 - 吉永和生、厚生労働官僚
- 1963年 - ラッシャー板前、お笑い芸人
- 1963年 - ヘレン・ハント、女優
- 1964年 - ミカエル・ラウドルップ、元サッカー選手、指導者
- 1964年 - コートニー・コックス、女優
- 1964年 - ゾマホン・ルフィン、タレント
- 1965年 - 誰なんだ吉武、元お笑いタレント
- 1966年 - 坂口理恵、女優
- 1966年 - うたたねひろゆき、漫画家、イラストレーター
- 1967年 - うえだゆうじ、声優
- 1967年 - 大林素子、タレント、元バレーボール選手
- 1967年 - おかざき真里、漫画家
- 1969年 - アイス・キューブ、ラッパー、俳優
- 1969年 - 安彦麻理絵、漫画家
- 1969年 - オリバー・カーン、元サッカー選手
- 1969年 - セドリック・ピオリーン、テニス選手
- 1969年 - 村山聖、将棋棋士（+ 1998年）
- 1969年 - 市川翔子、元女優
- 1970年 - 太田剣、ジャズミュージシャン
- 1970年 - 吉岡稔真、競輪選手、競輪解説者、評論家
- 1971年 - フランチ・ペテク、地理学者
- 1971年 - 安田史生、音楽プロデューサー、作曲家、作詞家
- 1971年 - 林博康、元プロ野球選手
- 1972年 - アンディ・ペティット、元プロ野球選手
- 1972年 - ラミロ・メンドーサ、元プロ野球選手
- 1972年 - ジャスティン・レナード、プロゴルファー
- 1973年 - 古田耕子、女優、声優
- 1974年 - 城平京、推理作家
- 1974年 - 村井研次郎、ベーシスト
- 1974年 - 麻田華子、元タレント、元歌手
- 1974年 - 橋詰優子、元アナウンサー
- 1974年 - 栗山聡、元プロ野球選手
- 1974年 - 興津大三、元サッカー選手
- 1974年 - アンドレイ・ウラシェンコ、フィギュアスケート選手
- 1976年 - ぎぼりつこ、イラストレーター
- 1976年 - 大坪隆誠、警察官、陸上競技選手
- 1976年 - 矢野英司、元プロ野球選手
- 1977年 - 深澤岳大、元クイズ作家
- 1977年 - 若兎馬裕三、元大相撲力士
- 1978年 - 佐々木匡哉、朝日放送テレビディレクター
- 1978年 - 成瀬ちさと、イラストレーター
- 1978年 - 歌藤達夫、元プロ野球選手
- 1979年 - 映美くらら、女優、元宝塚歌劇団月組トップ娘役
- 1979年 - 山田真介、元プロ野球選手
- 1979年 - ユリヤ・ネステレンコ、陸上競技選手
- 1980年 - 近藤奈保希、女優
- 1980年 - チャンカワイ、お笑い芸人（Wエンジン）
- 1980年 - 小林康剛、元サッカー選手
- 1980年 - 侯英超、卓球選手
- 1980年 - エリック・クラッツ、プロ野球選手
- 1980年 - マイク・ザンビディス、キックボクサー
- 1981年 - 久保田悠来、俳優
- 1981年 - 風花、お笑いタレント（元トリコロール）
- 1981年 - 大島裕行、元プロ野球選手
- 1981年 - ジョン・ペイントシル、元サッカー選手、指導者
- 1982年 - 村中一輝、タレント、俳優
- 1982年 - 桑原義行、元プロ野球選手
- 1982年 - ブルート一生、元プロレスラー
- 1982年 - クレイトン・ハミルトン、元プロ野球選手
- 1983年 - 武田光兵、元俳優
- 1984年 - 美村里江、女優
- 1984年 - 汐崎アイル、俳優、モデル
- 1984年 - ティム・リンスカム、元プロ野球選手
- 1984年 - クリフ・ペニントン、元プロ野球選手
- 1985年 - マイク・ファイヤーズ、プロ野球選手
- 1985年 - ネイディーン・コイル、ミュージシャン（ガールズ・アラウド）
- 1985年 - 笹本玲奈、ミュージカル女優
- 1986年 - 上田桃子、プロゴルファー
- 1986年 - トレバー・プルーフ、プロ野球選手
- 1987年 - 佐々木大介、俳優
- 1987年 - 野上亮磨、元プロ野球選手
- 1987年 - ジョシュ・リンドブロム、元プロ野球選手
- 1987年 - エドゥアルド・ヌニェス、プロ野球選手
- 1988年 - 中村千尋、シンガーソングライター（元PlayYou.House）
- 1988年 - 高橋茉琴、女優、三味線奏者
- 1988年 - 石田未来、元歌手、元女優
- 1988年 - 平繁龍一、元サッカー選手
- 1989年 - 大江翔萌美、女優、元アイドル（元AKB48）
- 1989年 - 今野杏南、女優、グラビアアイドル、タレント
- 1989年 - 東明大貴、元プロ野球選手
- 1989年 - 鎌田翔雅、元サッカー選手
- 1989年 - スティーブン・キャリエール、元フィギュアスケート選手
- 1989年 - 寺尾裕道、プロアイスホッケー選手
- 1990年 - miwa、シンガーソングライター
- 1990年 - 南沢奈央、女優
- 1990年 - 脇沢佳奈、元女優
- 1991年 - 髙橋直人、俳優
- 1991年 - 武田梨奈、女優
- 1991年 - 中村舞子、歌手
- 1991年 - 土田拓海、実業家、元俳優
- 1991年 - 長谷川潤、元プロ野球選手
- 1992年 - 福田真未、プロゴルファー
- 1992年 - 西木恵美里、元アナウンサー
- 1992年 - 中島彰吾、元プロ野球選手
- 1992年 - ライアン・マルシニ、子役
- 1992年 - ライアン・マルシーニ、子役
- 1992年 - 中島麻衣、元サッカー選手
- 1992年 - ダフネ・シパーズ、陸上競技選手
- 1993年 - 栞菜、女優（元℃-ute）
- 1993年 - 千葉園子、サッカー選手
- 1993年 - 小山内貴哉、サッカー指導者、元サッカー選手
- 1993年 - カロリーナ・マリン、バドミントン選手
- 1994年 - 日高里菜、女優、声優
- 1994年 - 宮瀬彩加、女優
- 1994年 - チバニャン、トラックメイカー、音楽プロデューサー、DJ
- 1994年 - 木浪聖也、プロ野球選手
- 1994年 - 中田夏海、ハンドボール選手
- 1995年 - 田中恒成、元プロボクサー
- 1995年 - 田中樹、アイドル、俳優（SixTONES)
- 1996年 - 西本銀二郎、俳優
- 1996年 - ホシ、アイドル（SEVENTEEN）
- 1996年 - 石川夏海、YouTuber（元アキシブproject）
- 1997年 - 村山彩希、アイドル（元AKB48）
- 1997年 - 柴田駿、サッカー選手
- 1997年 - 日野友貴、サッカー選手
- 1998年 - 山﨑颯一郎、プロ野球選手
- 1998年 - 井川翔、プロ野球選手
- 1998年 - タイシンガーブランドン大河、元プロ野球選手
- 1998年 - 森浦大輔、プロ野球選手
- 2000年 - 横田大祐、サッカー選手
- 2001年 - 森本深月、アナウンサー
- 2001年 - 武藤敦貴、プロ野球選手
- 2001年 - 三谷桂司朗、バスケットボール選手
- 2002年 - 三村妃乃、アイドル（NGT48）
- 2002年 - 長﨑美柚、卓球選手
- 2002年 - 古市尊、プロ野球選手
- 2002年 - 加藤響、プロ野球選手
- 2004年 - 夏目璃乃、ファッションモデル
- 2005年 - 出間思努、サッカー選手
- 2006年 - 君野夢真、元子役
- 2008年 - tuki.、シンガーソングライター
- 2015年 - 藤井陽葵、子役
- 2017年 - 泉谷星奈、子役
- 生年不詳 - 神村ひな、声優
- 生年不詳 - 中村温姫、声優
- 生年不詳 - カトウコトノ、漫画家

## 忌日

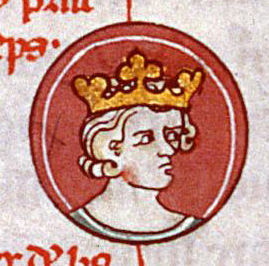
西フランク王ロベール1世(865頃-923)戦死。

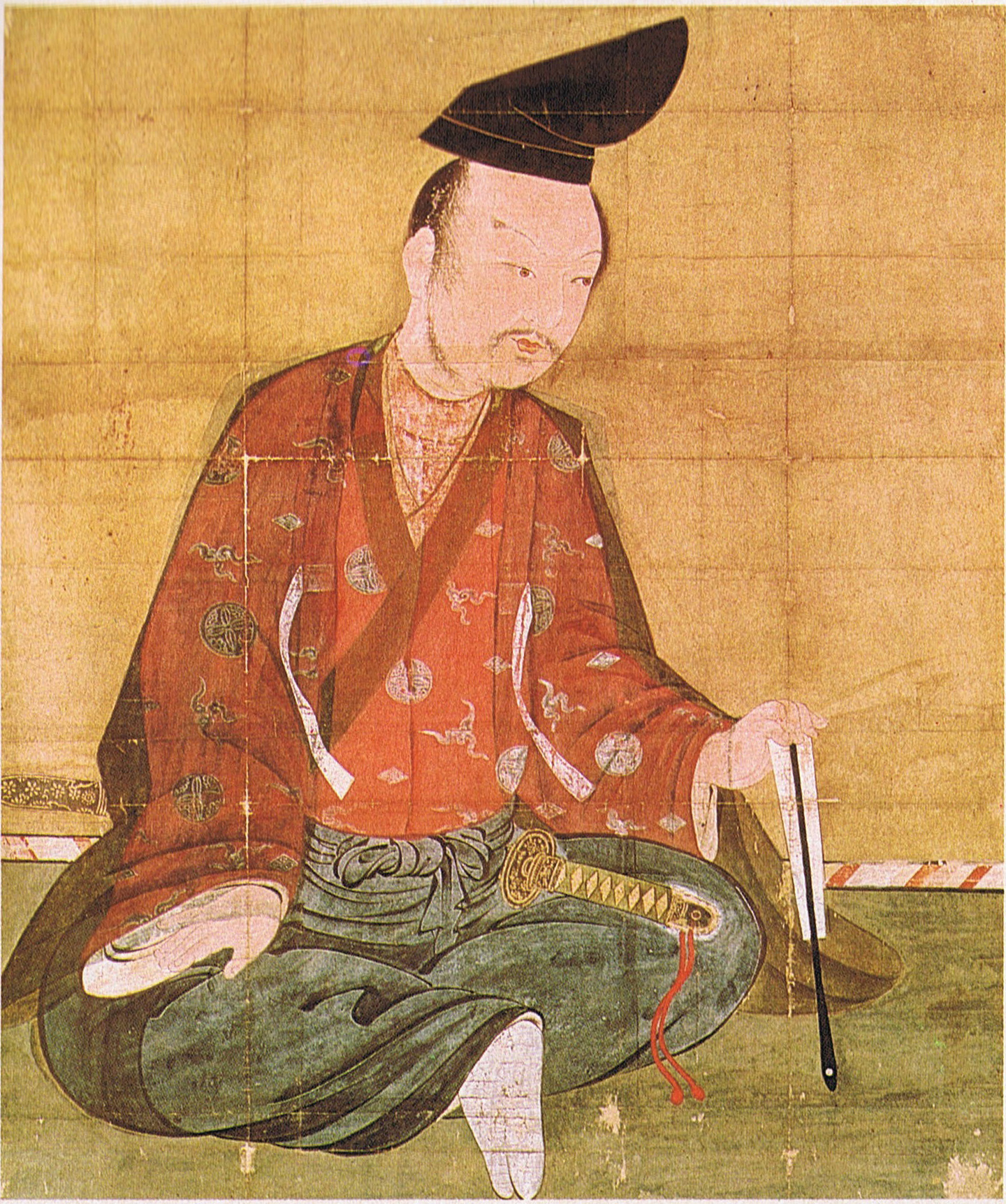
源義経(1159-1189)、藤原泰衡に襲われ自害。

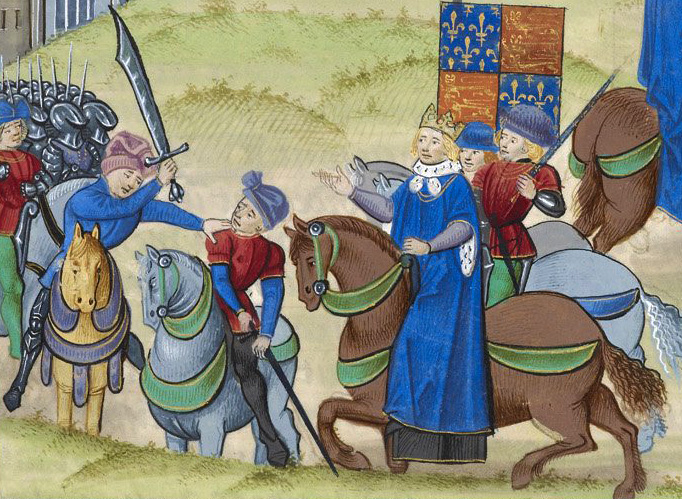
農夫ワット・タイラー(生年不詳-1381)没。、ワット・タイラーの乱を指導した。

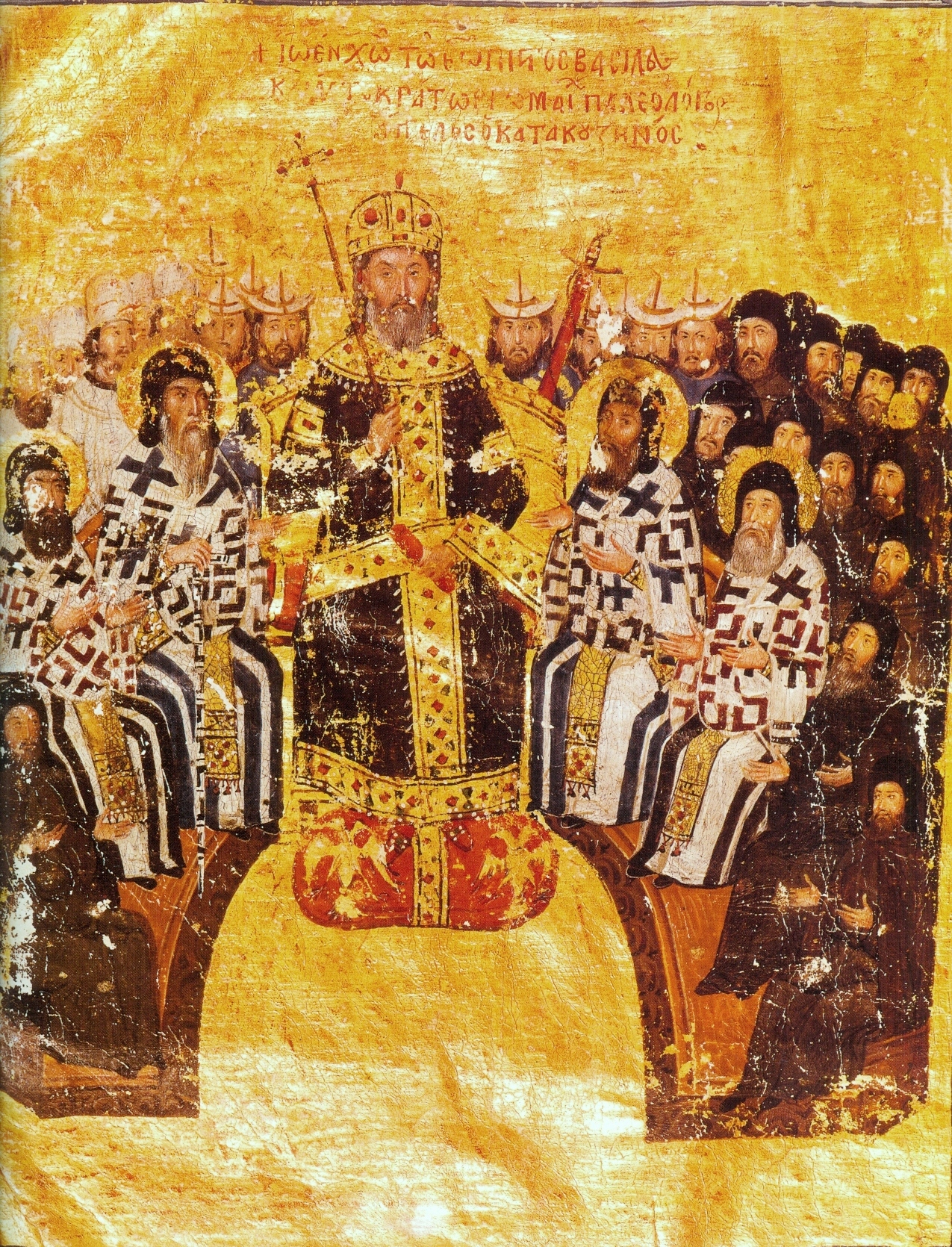
東ローマ皇帝ヨハネス6世カンタクゼノス(1292-1383)没。

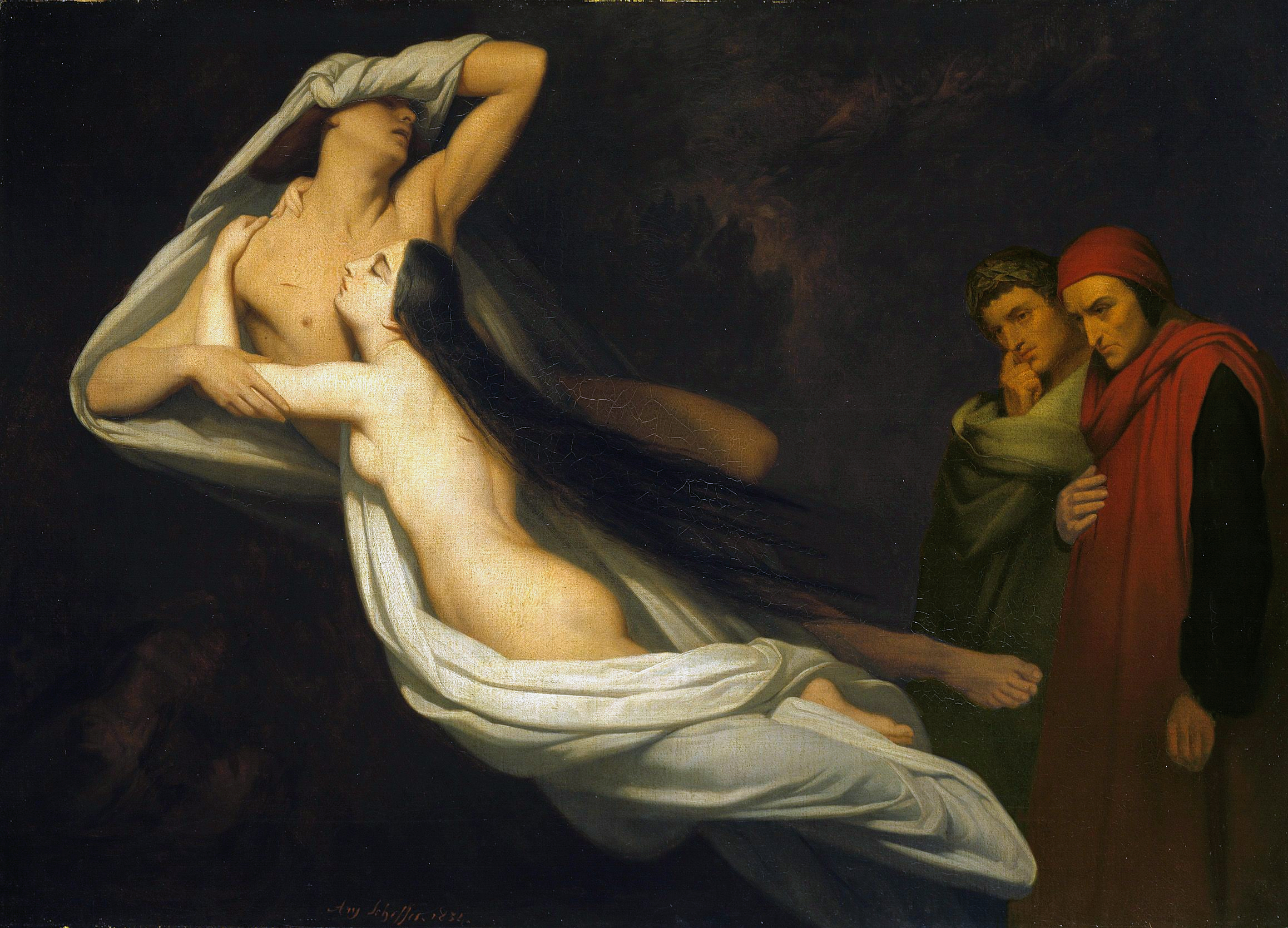
画家アリ・シェフェール(1795-1858)没。画像は『ダンテとヴェルギリウスの前に現れるパウロとフランチェスカ』(1854)

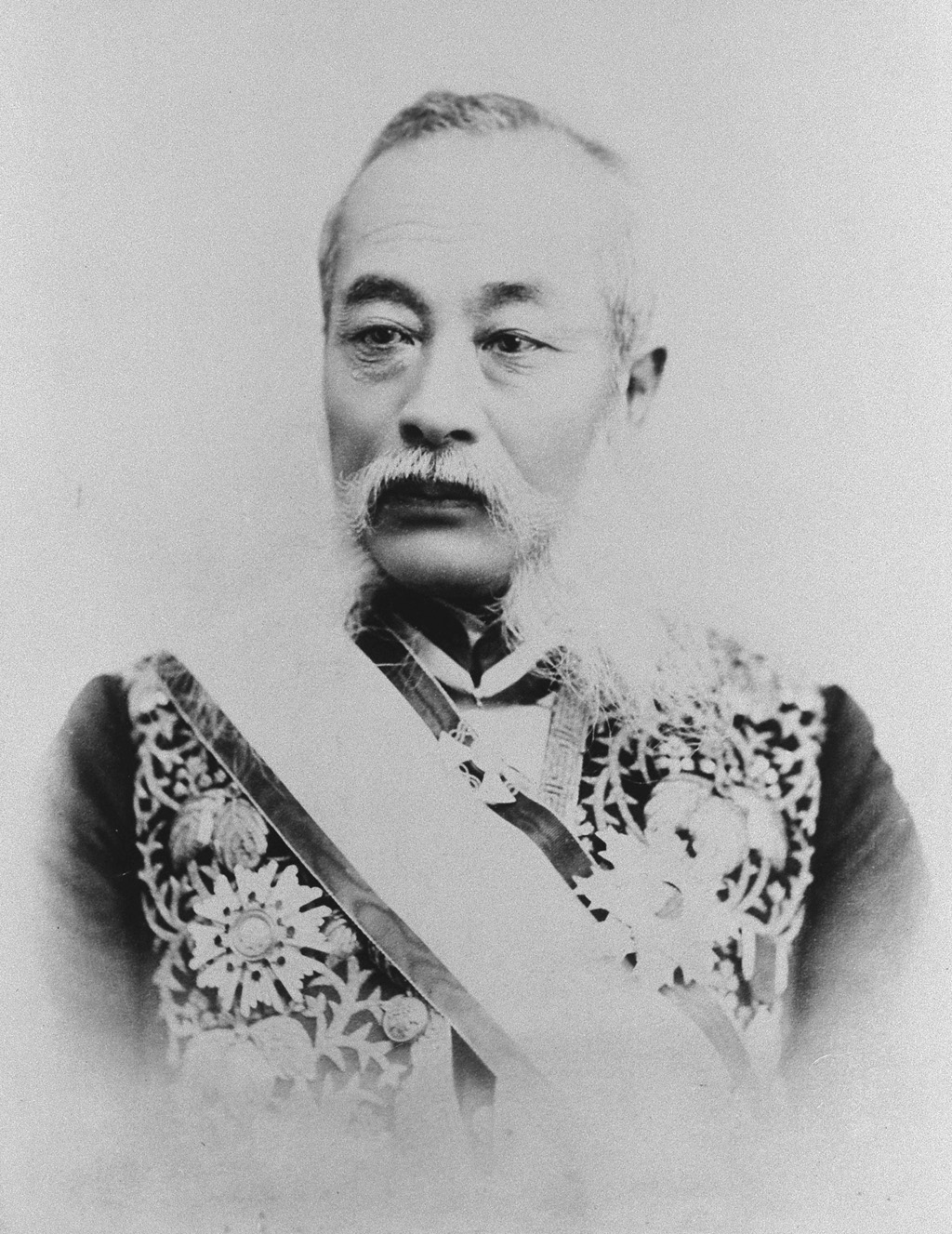
元幕臣、工部大学長、学習院長，華族女学校長、枢密顧問官、男爵大鳥圭介(1833-1911)没。

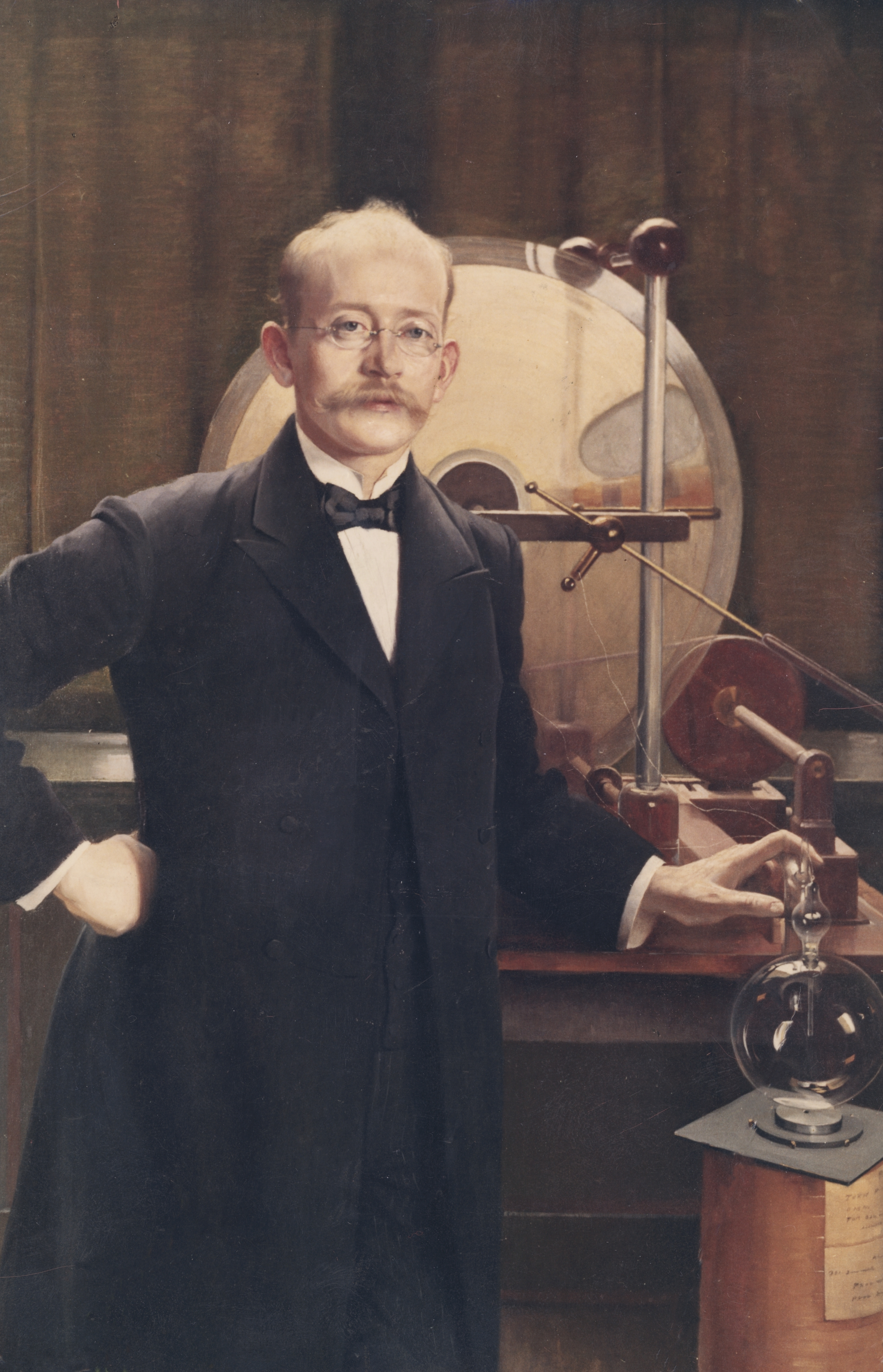
オーロラの研究者クリスチャン・ビルケランド(1867-1917)、睡眠薬を過剰摂取し没。

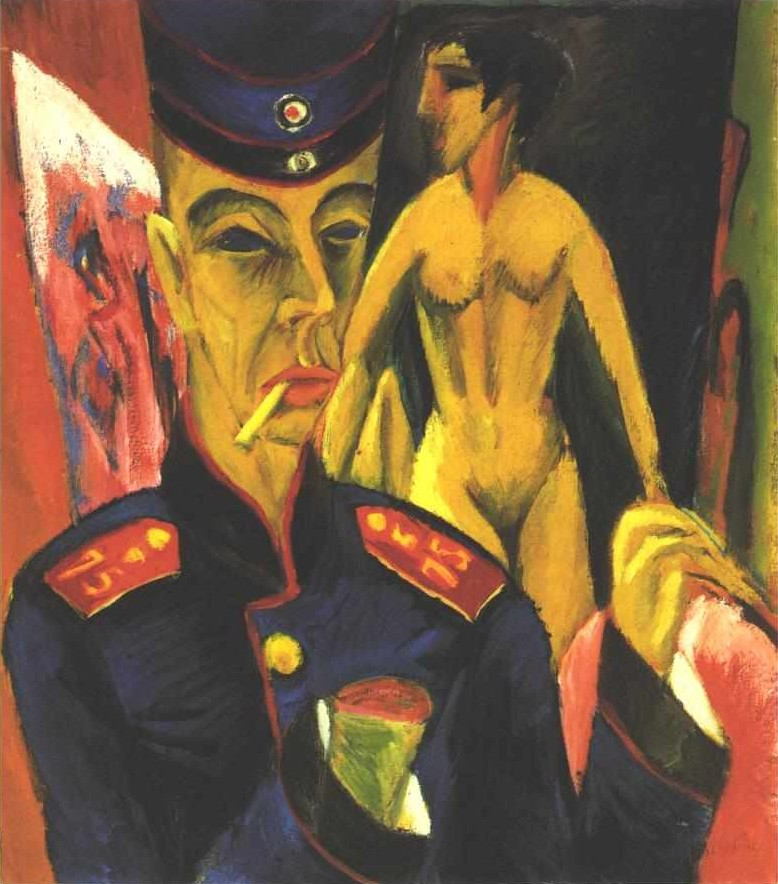
ドイツ表現派の画家エルンスト・ルートヴィヒ・キルヒナー(1880-1938)、拳銃で自殺。画像は『兵士としての自画像』(1915)

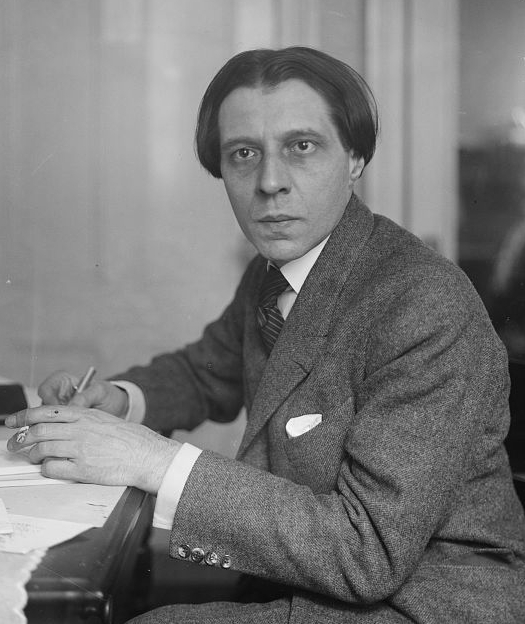
ピアニストアルフレッド・コルトー(1877-1962)没。

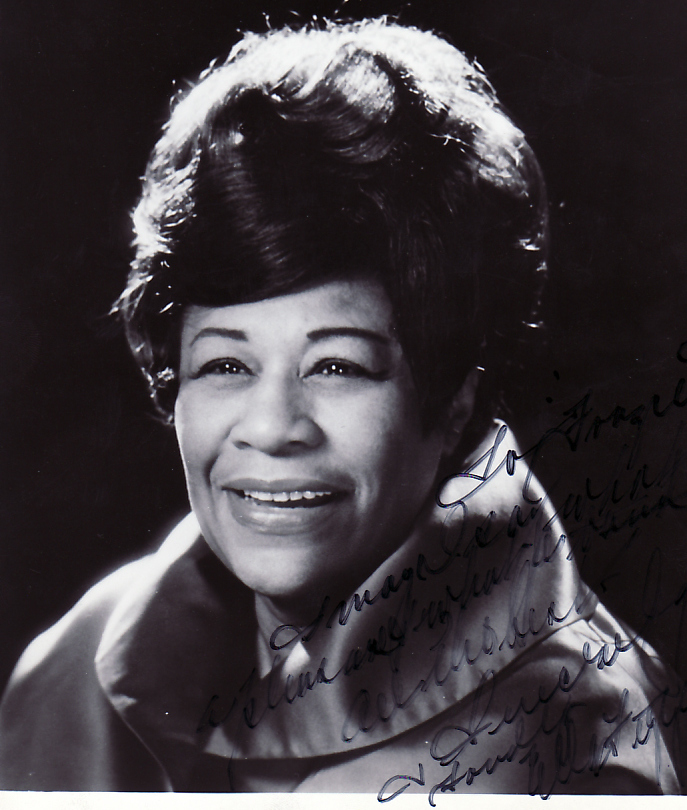
ジャズ歌手エラ・フィッツジェラルド(1917-1996)没。

- 923年 - ロベール1世、西フランク王（* 865年頃）
- 991年 - テオファヌ、神聖ローマ皇帝オットー2世の皇后（* 960年）
- 1136年（保延2年5月14日） - 藤原家忠、平安時代の公卿（* 1062年）
- 1189年（文治5年閏4月30日） - 源義経（牛若丸）、武将（* 1159年）
- 1073年（延久5年5月7日） - 後三条天皇、第71代天皇（* 1034年）
- 1341年 - アンドロニコス3世パレオロゴス、東ローマ皇帝（* 1297年）
- 1381年 - ワット・タイラー、ワット・タイラーの乱の指導者として知られる農夫
- 1383年 - ヨハネス6世カンタクゼノス、東ローマ帝国皇帝（* 1295年）
- 1467年 - フィリップ3世、ブルゴーニュ公（* 1396年）
- 1579年（天正7年5月21日） - 久武親信、長宗我部氏の家臣
- 1768年 - ジェームズ・ショート、天体望遠鏡製作者、天文学者、数学者（* 1710年）
- 1772年 - ルイ＝クロード・ダカン、作曲家（* 1694年）
- 1849年 - ジェームズ・ポーク、第11代アメリカ合衆国大統領（* 1795年）
- 1858年 - アリ・シェフェール、画家（* 1795年）
- 1888年 - フリードリヒ3世、プロイセン王、ドイツ皇帝（* 1831年）
- 1908年 - 川上眉山、小説家（* 1869年）
- 1911年 - 大鳥圭介、幕臣、元老院議官、枢密顧問官（* 1833年）
- 1915年 - コンスタンチン・コンスタンチノヴィチ、ロシアの皇族、劇作家（* 1858年）
- 1917年 - クリスチャン・ビルケランド、物理学者（* 1867年）
- 1928年 - 梅ヶ谷藤太郎 (初代)、大相撲第15代横綱（* 1845年）
- 1931年 - 平林初之輔、作家（* 1892年）
- 1934年 - アルフレッド・ブリュノー、作曲家（* 1857年）
- 1938年 - エルンスト・ルートヴィヒ・キルヒナー、画家（* 1880年）
- 1959年 - カジミエシュ・バイン、エスペラント運動家（* 1872年）
- 1959年 - 助川良平、政治家（* 1921年）
- 1960年 - 樺美智子、日本の新左翼運動家（* 1937年）
- 1962年 - アルフレッド・コルトー、ピアニスト、指揮者（* 1877年）
- 1965年 - 大賀一郎、植物学者（* 1883年）
- 1968年 - サム・クロフォード、プロ野球選手（* 1880年）
- 1968年 - 3代目林家染丸、落語家（* 1906年）
- 1968年 - ウェス・モンゴメリー、ジャズギタリスト（* 1923年）
- 1971年 - ウェンデル・スタンリー、生化学者（* 1904年）
- 1974年 - 窪川鶴次郎、文芸評論家（* 1903年）
- 1982年 - 久松保夫、俳優、声優（* 1919年）
- 1984年 - メレディス・ウィルソン、作曲家（* 1902年）
- 1984年 - 山田潔、プロ野球選手（* 1921年）
- 1984年 - 竹山道雄、評論家、ドイツ文学者（* 1903年）
- 1984年 - 内田良平、俳優（* 1924年）
- 1986年 - 松田権六、漆芸家（* 1896年）
- 1989年 - ジュディ・ジョンソン、野球選手（* 1900年）
- 1991年 - ハッピー・チャンドラー、MLBコミッショナー（* 1898年）
- 1991年 - アーサー・ルイス、経済学者（* 1915年）
- 1991年 - 虫明亜呂無、作家、評論家（* 1923年）
- 1992年 - 今西錦司、生態学者、人類学者（* 1902年）
- 1993年 - ジョン・コナリー、政治家、テキサス州知事、第61代アメリカ合衆国財務長官（* 1917年）
- 1993年 - 沖克己、プロ野球選手、審判員（* 1918年）
- 1993年 - ジェームス・ハント、F1レーサー（* 1947年）
- 1994年 - 荒木武、政治家、元広島県広島市長（* 1916年）
- 1995年 - ジョン・アタナソフ、アタナソフ&ベリー・コンピュータの開発者（* 1903年）
- 1996年 - エラ・フィッツジェラルド、ジャズ歌手（* 1917年）
- 1996年 - ディック・マードック、プロレスラー（* 1946年）
- 1997年 - 城所英夫、俳優（* 1927年）
- 1997年 - 古川ロック、俳優（* 1939年）
- 2000年 - 松鶴家千代若、漫才師（松鶴家千代若・千代菊）（* 1908年）
- 2001年 - 糸園和三郎、洋画家（* 1911年）
- 2001年 - 沖田正人、政治家（* 1929年）
- 2002年 - 久保等、政治家（* 1916年）
- 2002年 - 室田日出男、俳優（* 1937年）
- 2003年 - ヒューム・クローニン、俳優（* 1911年）
- 2003年 - 長谷川公之、脚本家、美術評論家（* 1925年）
- 2003年 - 高山登久太郎、暴力団会津小鉄会第4代会長（* 1928年）
- 2004年 - 佐藤照子、教育者（* 1939年）
- 2005年 - 三谷一馬、日本画家、江戸風俗研究家（* 1912年）
- 2005年 - 勝見嘉美、裁判官（* 1923年）
- 2006年 - レーモン・ドゥヴォス、道化師（* 1922年）
- 2006年 - 佐藤功太郎、指揮者（* 1944年）
- 2006年 - 皆川圭一郎、政治家、元千葉県鎌ケ谷市長（* 1952年）
- 2007年 - 白鳥映雪、日本画家（* 1912年）
- 2007年 - ウーゴ・コーロ、プロボクサー（* 1953年）
- 2007年 - シェリー・マーテル、プロレスラー（* 1958年）
- 2008年 - スタン・ウィンストン、SFXアーティスト（* 1946年）
- 2008年 - 岸由一郎、学芸員、交通史研究家（* 1972年）
- 2009年 - テッド・タナベ、プロレスレフェリー、リングアナウンサー（* 1962年）
- 2010年 - 河島正、漫画家、漫画原作者（* 1969年）
- 2012年 - ジョージ・カー、陸上競技選手（* 1937年）
- 2012年 - 伊藤エミ、歌手（ザ・ピーナッツ）（* 1941年）
- 2013年 - 小関博、銀行家、元群馬銀行頭取（* 1919年）
- 2013年 - ホセ・フロイラン・ゴンザレス、レーシングドライバー（* 1922年）
- 2013年 - 14代目酒井田柿右衛門、陶芸家（* 1934年）
- 2013年 - ケネス・ウィルソン、物理学者、ノーベル物理学賞受賞者（* 1936年）
- 2014年 - 石井多加三、元郵政事務次官、実業家、元国際電信電話（現KDDI）社長（* 1921年）
- 2014年 - ダニエル・キイス、作家（* 1927年）
- 2014年 - ケイシー・ケイサム、ラジオDJ（* 1932年）
- 2015年 - カーク・カーコリアン、実業家（* 1917年）
- 2015年 - 鈴木哲夫、実業家、元HOYA社長（* 1924年）
- 2015年 - 馬場昇、政治家（* 1925年）
- 2015年 - 切通猛、プロ野球指導者、プロ野球選手（* 1944年）
- 2016年 - ジプシー・ジョー、プロレスラー（* 1933年）
- 2016年 - 湊谷弘、柔道家、体育学者、金沢工業大学名誉教授（* 1943年）
- 2016年 - 牛若丸原田、プロボクサー、元日本バンタム級王者、日本フェザー級王者（* 1947年）
- 2016年 - 寿志郎、イラストレーター（* 1968年）
- 2016年 - ロジャー・フレッチャー、数学者（* 1989年）
- 2017年 - プラフッラチャンドラ・ナトワーラル・バグワティ、裁判官、元インド最高裁判所長官（* 1921年）
- 2017年 - 金田幸三、実業家、元ニチレイ社長（* 1928年）
- 2017年 - 新藤恒男、官僚、銀行家、元西日本シティ銀行頭取（* 1934年）
- 2018年 - ダリオ・ビジャルバ、画家、写真家、元フィギュアスケート選手（* 1939年）
- 2018年 - 吉泉秀男、政治家（* 1948年）
- 2018年 - 君島零、バーチャルアイドル（元EIGHT OF TRIANGLE）（* 1993年）
- 2019年 - フランコ・ゼフィレッリ、映画監督、脚本家、オペラ演出家、政治家（* 1923年）
- 2019年 - チャールズ・A・ライク、法律家、社会科学者、著作家（* 1928年）
- 2019年 - 竹市明弘、哲学者、京都大学名誉教授（* 1933年）
- 2020年 - ズハイル・ターリブ・アブドゥッ＝サッタール・アッ＝ナキーブ、陸軍軍人（* 1948年）
- 2020年  - フィル・タカハシ、柔道家（* 1957年）
- 2021年 - ウラジーミル・シャタロフ、軍人、宇宙飛行士（* 1927年）
- 2021年 - 春原剛、ジャーナリスト、軍事評論家（* 1961年）
- 2022年 - 森崎和江、詩人、ノンフィクション作家（* 1927年）
- 2022年 - 後藤晨、政治家、元岩手県水沢市（現奥州市）長（* 1930年）
- 2022年 - ピーター・スコット＝モーガン、ロボット工学者（* 1958年）
- 2022年 - チョ・ミンホ、プロアイスホッケー選手（* 1987年）
- 2023年 - 小桜京子、女優、喜劇役者（* 1933年）
- 2023年 - グレンダ・ジャクソン、女優、政治家（* 1936年）
- 2023年 - ゴードン・マックイーン、サッカー選手、指導者（* 1952年）
- 2024年 - 斎藤栄、推理作家、地方公務員（* 1933年）
- 2024年 - マークス寿子、作家、日英文化比較論者（* 1936年）
- 2024年 - 奥名春江、俳人（* 1940年）
- 2024年 - マティヤ・シャルキッチ、サッカー選手（* 1997年）
- 2025年 - 増位山太志郎、大相撲力士、歌手（* 1948年）

## 記念日・年中行事

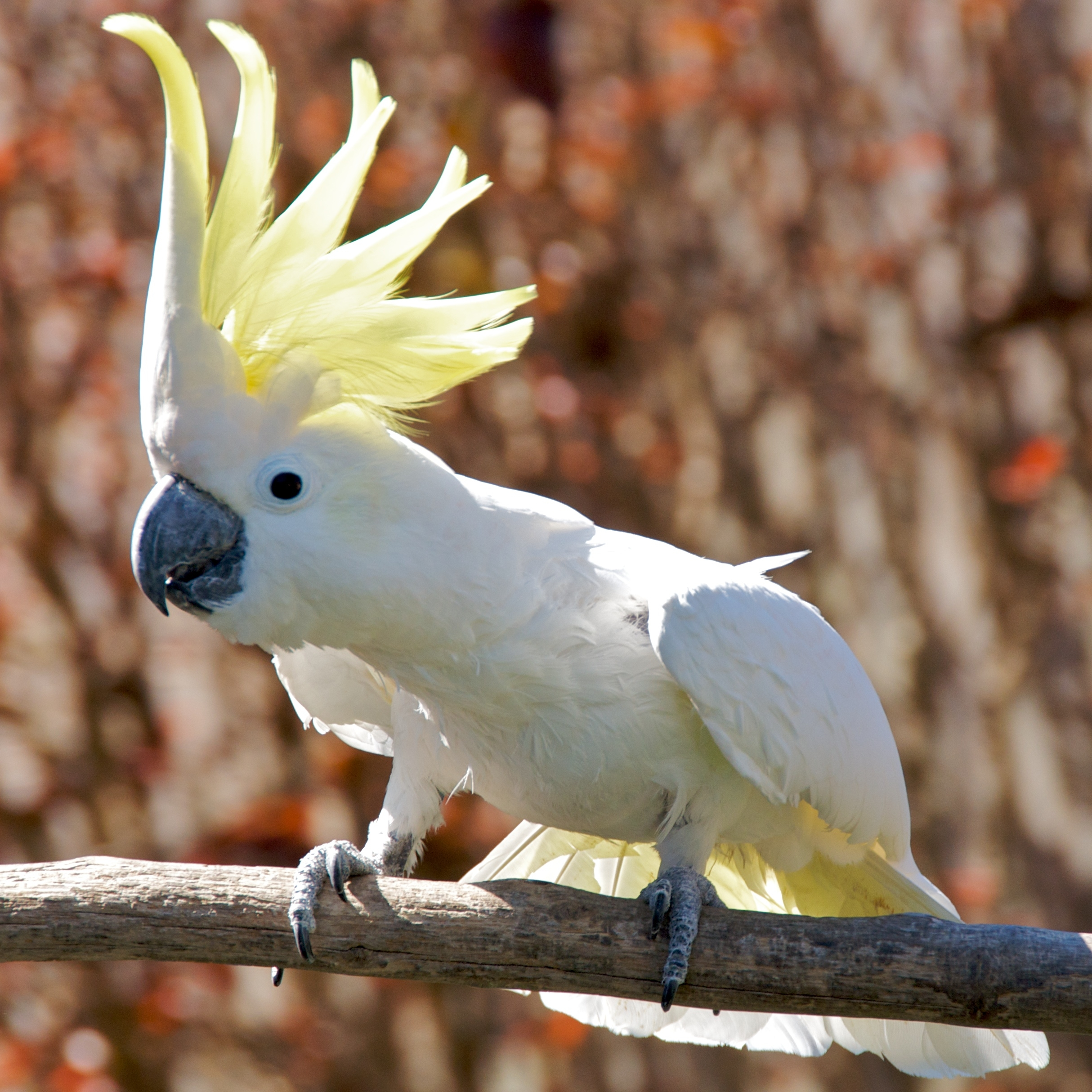
オウムとインコの日

米百俵の群像（新潟県長岡市千秋）

- 栃木県民の日（ 栃木県）
栃木県が1985年に制定。1873年のこの日、栃木県と宇都宮県が合併して栃木県がほぼ現在の県域となったことを記念。
- 千葉県民の日（ 千葉県）
千葉県が1984年に制定。1873年のこの日、印旛県と木更津県が合併して千葉県が誕生したことを記念。
- オウムとインコの日（ 日本）
鳥類を飼養する人たちへの啓蒙活動などを行う認定NPO法人・TSUBASAが制定。日付は「オウム(06)インコ(15)」の語呂合わせから[13]。
- 米百俵デー（ 日本）
新潟県長岡市が1996年に制定。日付は1870年のこの日（旧暦・グレゴリオ暦では7月13日）、国漢学校の開校式が行われたことを記念。長岡藩では、支藩三根山藩から贈られた米百俵の代金を、「育英こそ百年の大計である。」と説く小林虎三郎の提案により国漢学校の建設費に充てた[14]。
- 信用金庫の日（ 日本）
全国信用金庫協会が制定。1951年のこの日に信用金庫法が公布されたことを記念[15]。
- 暑中見舞いの日（ 日本）
1950年のこの日、郵政省が初めて「暑中見舞用郵便葉書」を発売したことを記念[16]。
- 生姜の日（ 日本）
古来優れた調味料として生活に取り入れられてきた生姜は、奈良時代から神様への供物として献じられ、6月15日には感謝のお祭りも行われてきた。この生姜の魅力を多くの人に知ってもらうきっかけの日にしようと、生姜の研究、開発を行う永谷園が制定[17]。
- 伊佐須美神社『あやめ祭』（ 日本）
福島県会津美里町の伊佐須美神社あやめ苑で、毎年6月15日から7月5日まで開催される。東北随一を誇る、150種、10万株のあやめが咲き誇る[18]。
- 弘法大師空海御誕生会（ 日本）
実際の生誕日は定かでないが、真言宗では弘法大師空海の誕生日を6月15日と定めており、ゆかりの寺院では誕生日に因んだ法要、行事が執り行なわれる。なお、この日は中国密教の大成者である不空三蔵の入滅の日でもある。
- 国家救済の日（ アゼルバイジャン）
1993年のこの日、ヘイダル・アリエフが最高会議議長に選出されたことを記念。